# Леонард Орр
Леонард Дітріх Орр (англ. Leonard Dietrich Orr; нар. 15 листопада 1937) — американський письменник, відомий як засновник руху ребьофінга, «системи» або техніки дихання, що дозволяє вилікувати так звану родову «травму», отриману під час пологів. Орр проголошує, що зустрів 12 безсмертних йогів, включно з Хайдакхан Бабаджі, який помер у 1984.[джерело?]

## Біографія
Протягом всього життя займався саморозвитком. Був вчителем, автором, бізнесменом і сучасним йогом. Він присвятив більше 40 років свого життя поширенню своїх ідей і цілющу силу rebirthing диханням по всьому світу. Автор більше 20 книг на більше ніж дванадцяти мовах.
Помер 5 вересня 2019 року на 82 році життя.